# Митько Євген Миколайович
Євген Миколайович Митько (* 1 листопада 1931, Маріуполь, УРСР — 29 квітня 2007, Москва, Росія) — радянський російський сценарист українського походження.

## Життєпис
Закінчив сценарний факультет Всесоюзного державного інституту кінематографії(1955).

## Фільмографія
- «Республіка ШКІД» (1966, у співавт.; в титрах не вказаний)
- «Будьонівка» (1976)
- «Циркачонок» (1979, у співавт.)
- «Першою по росі пройшла красуня» (1980)
- «Наше покликання» (1981, у співавт.)
- «Жива веселка» (1982)
- «Сумна повість кохання» (1982)
- «Короткі рукава» (1983, у співавт.)
- «Неймовірне парі, або Істинна пригода, що благополучно завершилася сто років тому» (1984)
- «Я — вожатий форпосту» (1986, у співавт.)
- «Ловитор» (2005, у співавт.) та ін.

Автор сценаріїв українських фільмів:
- «Бур'ян» (1966)
- «Циган» (1967, за участю Є. Матвєєва)
- «Бумбараш» (1972)
- «Там вдалині, за рікою» (1976)
- «Спогад» (1977)
- «Підпільний обком діє» (1978, 4 с)
- «Розколоте небо» (1979)
- «Дударики» (1980, у співавт. з А. Щербаком)
- «В лісах під Ковелем» (1984) та ін.